# عقیده اژدها
عقیده اژدها (به انگلیسی: Dragon's Dogma) یک بازی ویدئویی نقش‌آفرینی اکشن هک اند اسلش است که توسط کپ‌کام و در سال ۲۰۱۲ برای پلی‌استیشن ۳ و ایکس‌باکس ۳۶۰ ساخته و منتشر شده است. نسخه‌ای بهبودیافته از بازی با نام اِریزن تاریک (Dark Arisen) در سال ۲۰۱۳ برای کنسول‌های اصلی، و در سال ۲۰۱۶ برای مایکروسافت ویندوز، در ۲۰۱۷ برای پلی‌استیشن ۴ و ایکس باکس وان و در ۲۰۱۹ برای نینتندو سوئیچ عرضه شد. بازی در دنیایی بسیار خیالی با نام گرانسیس رخ می‌دهد و بازیکن در نقش قهرمانی انسانی قرار می‌گیرد که باید اژدهایی را شکست دهد، اژدهایی که براساس گفته‌ها، برای پایان بخشیدن به جهان آمده است.
دنبالهٔ آن تحت عنوان عقیده اژدها ۲ در ۲۲ مارس، ۲۰۲۴ منتشر شد.